# Hartmut Hoffmann (Fußballspieler)
Hartmut Hoffmann (* 13. Februar 1943) ist ein ehemaliger deutscher Fußballspieler in der höchsten DDR-Spielklasse Oberliga. Er spielte dort für die Betriebssportgemeinschaft (BSG) Motor/Sachsenring Zwickau. Mit ihr gewann er 1967 den DDR-Fußballpokal.
Hoffmann spielte bis zum Ende der Fußballsaison 1964/65 bei der BSG Motor Bautzen, zuletzt in der zweitklassigen DDR-Liga. Im Sommer 1965 wechselte Hoffmann zum Oberligisten Motor Zwickau, der den abgewanderten Linksaußenstürmer Hans Speth zu ersetzen hatte. Hoffmann, der auch einen Facharbeiterbrief als Chemietechniker besaß, übernahm dessen Position von Beginn der Saison 1965/66 an und wurde mit 25 der ausgetragenen 26 Oberligapunktspiele sofort zum Stammspieler. Sein erstes Oberligaspiel war die Partie Motor Zwickau – Dynamo Berlin (3:2) am 14. August 1965 gewesen. Neben 19 Oberligaeinsätzen in der Spielzeit 1966/67 krönte er seine zweite Oberligasaison mit dem Gewinn des DDR-Fußballpokals. Im Endspiel am 30. April 1967 wurde er wie gewohnt auf der linken Angriffsseite eingesetzt, seine Mannschaft gewann gegen Hansa Rostock mit 3:0. Von den beiden Europapokalspielen im Herbst 1967 gegen Torpedo Moskau bestritt er eine Begegnung. 1967/68 hatte er mit fünf Toren die beste Trefferquote seiner Oberligalaufbahn, seine Mannschaft nannte sich seit dem 1. März 1968 nach ihrem Trägerbetrieb Sachsenring Zwickau. Während der Spielzeiten 1969/70 und 1970/71 fehlte Hoffmann ungewohnt bei mehreren Punktspielen, sodass er nur auf 19 bzw. 17 Oberligaeinsätze kam. 1970/71 blieb er in der Oberliga erstmals ohne Punktspieltor. In der Hinrunde der Spielzeit 1971/72 spielte Hoffmann nur am 11. und 12. Spieltag, in der zweiten Saisonhälfte kam er in sieben Oberligaspielen zum Einsatz. Von diesen neun Spielen bestritt er nur drei über die volle Zeit. Zu Beginn seiner letzten Oberligasaison 1972/73 war Hoffmann 29 Jahre alt, am Saisonende hatte er noch einmal 15 Oberligaspiele bestritten. Zum letzten Mal stand er am 13. Juni 1973 in der Begegnung des 23. Spieltages Sachsenring – 1. FC Magdeburg (1:1) für 45 Minuten in der Zwickauer Oberligamannschaft. In seinen insgesamt acht Oberligaspielzeiten hatte Hoffmann 153 Punktspiele bestritten und als standardmäßiger Linksaußenstürmer 18 Tore erzielt.